# Ignamba brevis
Ignamba brevis är en kräftdjursart som beskrevs av Gustav Budde-Lund 1910. Ignamba brevis ingår i släktet Ignamba och familjen Eubelidae. Inga underarter finns listade i Catalogue of Life.